# Alexei Markov
Pour les articles homonymes, voir Markov.
Alekseï Mikhaïlovitch Markov - en russe : Алексей Михайлович Марков - , né le 26 mai 1979 à Moscou, est un coureur cycliste russe. Il est actuellement directeur sportif de l'équipe Gazprom-RusVelo.

## Biographie
En 2013, Alexei Markov devient directeur sportif au sein de l'équipe RusVelo.

## Palmarès sur piste

### Jeux olympiques
- Atlanta 1996
  -  Médaillé d'argent en poursuite par équipes
- Sydney 2000
  -  Médaillé de bronze de la course aux points
- Pékin 2008
  -  Médaillé de bronze de l'américaine (avec Mikhail Ignatiev)
- Londres 2012
  - 4e de la poursuite par équipes

### Championnats du monde
- 1997
  -  Médaillé d'argent en poursuite individuelle aux championnats du monde de cyclisme sur piste
- 1999
  -  Médaillé de bronze en poursuite par équipes aux championnats du monde de cyclisme sur piste
- Apeldoorn 2011
  -  Médaillé d'argent en poursuite par équipes
  - 9e de l'omnium
- Melbourne 2012
  - 4e de la poursuite par équipes

### Coupe du monde
- 2008-2009 
  - 2e de la poursuite à Melbourne 
  - 3e de la poursuite à Copenhague

- 2010-2011
  - 1er de la poursuite par équipes à Pékin (avec Ievgueni Kovalev, Alexander Khatuntsev et Alexander Serov)
  - 2e de la poursuite par équipes à Melbourne
  - 2e de la course aux points à Pékin

- 2011-2012
  - 1er de la poursuite par équipes à Astana (avec Ivan Kovalev, Ievgueni Kovalev et Alexander Serov)
  - 1er de la poursuite par équipes à Pékin (avec Ivan Kovalev, Ievgueni Kovalev et Alexander Serov)

### Championnats d'Europe
- 2004
  -  Champion d'Europe derrière derny
  -  Champion d'Europe d'omnium endurance
- 2007
  -  Médaillé d'argent de l'américaine
- Pruszków 2010
  -  Médaillé d'argent de la poursuite par équipes
- Panevėžys 2012
  -  Champion d'Europe de poursuite par équipes (avec Artur Ershov, Valery Kaykov et Alexander Serov)

### Championnats de Russie
- Champion de Russie de poursuite par équipes : 2011 (avec Ievgueni Kovalev, Ivan Kovalev et Alexander Serov)
- Champion de Russie de course à l'américaine : 2011 (avec Alexander Serov)

## Palmarès sur route

### Par années
- 1997
  -  Médaillé d'argent au championnat du monde du contre-la-montre juniors
- 1999
  - 7e étape du Tour de Thuringe
  - 1re étape du Tour d'Alicante
- 2000
  - Tour d'Alicante :
    - Classement général
    - 2e et 3e étapes

  - 1re, 3e et 5e étapes de la Cinturón a Mallorca
- 2001
  - 2e du Tour de Rhodes
  - 2e du championnat de Russie sur route
  - 3e du Grande Prémio RLVT
- 2002
  - 3e et 5e étapes du Grand Prix International CTT Correios de Portugal
  - 2e et 4e étapes du Trophée Joaquim-Agostinho
  - 2e du Grand Prix International CTT Correios de Portugal
- 2003
  - 2e du Grand Prix Mosqueteiros - Rota do Marquês
  - 3e de la Clásica de Almería
  - 3e du Grand Prix International CTT Correios de Portugal
- 2004
  - 2e et 8e étapes du Tour de Normandie
- 2005
  - 3e étape du Tour de l'Algarve
  - 2e et 4e étapes du GP Internacional do Oeste RTP
  - Grand Prix International CTT Correios de Portugal :
    - Classement général
    - 1re et 2e étapes

  - 1re étape du Trophée Joaquim-Agostinho
  - 2e de la Clássica da Primavera
- 2006
  - 1re étape du Tour de La Rioja
- 2007
  - 1re étape du Tour méditerranéen (contre-la-montre par équipes)
- 2008
  - 3e étape du Grand Prix de Sotchi
- 2010
  - 8e étape du Tour de Hainan
  - 3e du Tour de Hainan
- 2011
  - 2e étape de la Flèche du Sud
  - Prologue du Tour de Chine
  - 3e du ProRace Berlin

### Classements mondiaux
| Année                  | 2005 | 2006 | 2007 | 2008 | 2009 | 2010 | 2011 |
| ---------------------- | ---- | ---- | ---- | ---- | ---- | ---- | ---- |
| Classement ProTour     |      |      | 171e |      |      |      |      |
| Calendrier mondial UCI |      |      |      |      | 262e |      |      |
| UCI Asia Tour          |      |      |      |      |      |      | 37e  |
| UCI Europe Tour        | 22e  |      |      | 792e |      |      | 407e |